# Oleg Sokolov
Oleg Valerjevič Sokolov (Оле́г Вале́рьевич Соколо́в; * 9. července 1956) je ruský historik, který se specializuje na napoleonské období. Je kandidátem historických věd. Do roku 2019 byl docentem katedry moderní historie na fakultě historie Petrohradská státní univerzity. Za vědecký přínos a za společenskou angažovanost byl v roce 2003 oceněn Řádem čestné legie (rytíř).
V listopadu 2019 se přiznal k vraždě své milenky Anastasije Ješčenkové. Petrohradská univerzita jej poté propustila.

## Vzdělání a vědecká kariéra
V roce 1979 absolvoval fakultu fyziky a mechaniky na Sanktpetěrburské polytechnické univerzitě Petra Velikého jako specialista v oboru fyzika a inženýrství.
V roce 1984 absolvoval fakultu historie Petrohradské státní univerzity s červeným diplomem.

## Vražda a uvěznění
V listopadu 2019 byl vzat do vazby pro podezření z vraždy své milenky Anastasije Ješčenkové, bývalé studentky, která absolvovala Petrohradskou státní univerzitu a byla spoluautorkou jeho některých vědeckých prací. Byl zatčen v sobotu 9. listopadu 2019 potom, co hodlal její odřezané ruce vhodit do řeky Mojky.
Případ řešil Vyšetřovací výbor Ruské federace.
Podle Sokolovova obhájce, advokáta Alexandra Počujeva, jeho klient přiznal dočasné pominutí smyslů. Sokolov byl 30. listopadu převezen do Moskvy na psychologické a psychiatrické vyšetření, které proběhlo ve Federálním lékařském výzkumném centru psychiatrie a narkologie V. P. Serbského (Федеральный медицинский исследовательский центр психиатрии и наркологии имени В. П. Сербского). V červnu 2020 byl zahájen soudní proces. Za vraždu mu 25. prosince 2020 moskevský soud uložil trest 12,5 roku.